# Mark Steyaert
Marc Steyaert (Mechelen, 2 januari 1956) is een Belgische voormalig profvoetballer.
Steyaert speelde onder meer voor Royal Antwerp FC, KRC Harelbeke, Willem II en Berchem Sport.
De tijd dat eigen jeugdproducten van de club geregeld het eerste elftal haalden, ligt al lang achter ons. Ook midden van de jaren zeventig was dat al niet meer zo evident, maar spelers van enkele sterke generaties als Eddy Snelders, Frank Mariman en Marc Steyaert bouwden bij Antwerp toch heel mooie carrières uit. 
Dat Marc Steyaert als negenjarige aansloot bij de Antwerpjeugd was voor hem een logische keuze. "Ik woonde op de Bisschoppenhoflaan en ik wilde graag voetballen. Dat ik dus naar de Bosuil trok lag voor de hand,"vertelde hij voor een interview met Antwerp Clubblad. Hij doorliep er alle jeugdreeksen maar omdat er ook in die tijd al spelers van overal werden aangetrokken, was het toch een verrassing dat Guy Thys hem als achttienjarige bij het eerste elftal haalde. Uiteindelijk was heel die periode één mooie herinnering. "We werden zelfs vice-kampioen, maar we hadden ook jarenlang een bijzonder sterke ploeg. Kleppers als Flemming Lund, Karl Kodat, Frank Mariman, Eddy Snelders, Louis van Gaal, later ook Laslo Fazekas, dat was een unieke generatie."
"Het was nog een periode waarin dik twintigduizend supporters naar de derby's kwamen kijken. Ik herinner me ook nog een wedstrijd tegen Anderlecht die we met 1-0 wonnen. Je mag niet vergeten dat Anderlecht toen spelers had als Ludo Coeck, Juan Lozano, Rob Rensenbrink en Frank Vercauteren."vertelde hij in een interview. "Mijn opdracht was om alle kopduels tegen Ruud Geels te winnen." Bij die wedstrijd zat er dertigduizend man in de tribunes. De sfeer in de groep was toen ook uitstekend, dat is uiteraard zo als de resultaten goed zijn.
Marc Steyaert beleefde nog een buitenlands avontuur bij Willem II. Daar speelde hij tegen spelers als Johan Cruyff, Marco Van Basten en Ruud Gullit. 
Nadien speelde Steyaert nog in tweede klasse bij Eendracht Aalst en bij Harelbeke. "Samen met onder meer Walter Meeuws ging ik in die periode ook naar de Heizelschool om mijn trainersdiploma te halen." vertelde hij in een interview voor Antwerp Clubblad. 
Later heeft Steyaert nog een fitness-club en restaurant succesvol uitgebaat. 
Om een heel andere richting uit te gaan, samen met zijn zakenpartner ging hij later in de villabouw. Het is een sector waarvoor hij altijd belangstelling gehad heeft. Nadat hij op zijn 32ste gestopt was met voetbal heeft hij de voetbalschoenen definitief opgeborgen. De enige sport waar hij zich nadien mee bezighield was tennis. Dat neemt niet weg dat Marc Steyaert met belangstelling de resultaten van Antwerp is blijven volgen. "Ik heb heel mooie herinneringen aan mijn eigen periode op de Bosuil," zegt hij. "Het zou leuk zijn als ooit de 'grote dagen' van weleer definitief zouden terugkomen."